# Liste der denkmalgeschützten Objekte in Sulislav
Grundlage dieser Liste der denkmalgeschützten Objekte in Sulislav ist die ÚSKP-Liste (Ústřední seznam kulturních památek České republiky, deutsch Zentrale Liste der Kulturdenkmäler der Tschechischen Republik), die von der tschechischen Denkmalschutzbehörde NPÚ (Národní památkový ústav, deutsch Nationale Denkmalbehörde) seit 1987 geführt wird und an die seit dem Jahr 1850 geschaffenen Listen anschließt.

## Denkmalgeschützte Objekte nach Ortsteilen

### Sulislav
| Lage                   | Objekt                                            | Beschreibung                                      | ÚSKP-Nr.                  | Bild                                              |
| ---------------------- | ------------------------------------------------- | ------------------------------------------------- | ------------------------- | ------------------------------------------------- |
| Sulislav (Standort)    | Statue hl. Johannes Nepomuk                       | Statue hl. Johannes Nepomuk                       | 104714 Info Katalog       | Statue hl. Johannes Nepomuk                       |
| Sulislav (Standort)    | Kirche hl. Laurentius mit Umfassungsmauer und Tor | Kirche hl. Laurentius mit Umfassungsmauer und Tor | 30992/4-1950 Info Katalog | Kirche hl. Laurentius mit Umfassungsmauer und Tor |
| Sulislav 26 (Standort) | Haus Nr. 26                                       | Landhaus                                          | 102192 Info Katalog       | Haus Nr. 26                                       |